# Numenius tenuirostris
Il Chiurlottello o chiurlo dal becco sottile (Numenius tenuirostris Vieillot, 1817) è un uccello della famiglia degli Scolopacidi.

## Distribuzione e habitat
Questo chiurlo viveva nell'Europa orientale, soprattutto in Russia (regione di Omsk) dove sono stati rinvenuti gli unici due nidi noti alla scienza (l'ultimo nel 1924). Dall'analisi degli isotopi sulle pelli conservate nei musei, pare però che gran parte della popolazione mondiale si riproducesse invece nelle steppe del Kazakistan. In passato (sino agli anni '70-'80 del XX secolo, gli ultimi confermati) svernava anche in Italia, negli stati balcanici e nel Nordafrica, in Turchia e negli stati dell'ex Unione Sovietica. Era di passo soprattutto in Europa orientale ed Europa mediterranea e in Medio e Vicino Oriente. Un tempo comunissimo durante le migrazioni, tanto da essere ritenuto nell'800 e sino a inizio '900 la specie di Numenius sp. più abbondante, il suo declino è velocemente risultato consistente e palese già da metà anni '50 del XX secolo. Attualmente, il Chiurlottello è da considerarsi superstite solo in numeri assai esigui, se non, addirittura, del tutto estinto, sebbene IUCN (3.1) lo riporti come CR (a Rischio Critico). Oltre 200 sono gli esemplari tassidermizzati, sia montati che in pelle, che si trovano nei musei e istituzioni scientifiche italiane, nonché addirittura in licei  e in altri enti scolastici. Questo attesta chiaramente almeno due cose: che in passato la specie era molto comune, e pertanto facilmente abbattuta in Italia; che l'attività venatoria italiana ha contribuito nel tempo alla rarefazione di questa specie già sofferente per svariati e concatenati motivi diversi e complessi (inquinamento, soprattutto radioattivo, distruzione e perdita di habitat, disgregazione sociale in specie ad alta interazione sociale).